# Torpadammen
Torpadammen (officiellt fastställt namn Svarte mosse) är en damm i Kaverös som ligger i Högsbo som i sin tur ligger i Västra Frölunda i Göteborg.
Gården Orrebacken sydost om Julianas gård arrenderades i början av 1900-talet av Frans och Juliana Sjöberg. Dammen söder om gården kallades Sjöbergs damm eller Torparedammen.
Ett antal ortnamn i närheten av dammen minner om den gamla torpbebyggelsen. Torpareängen fastställdes som namn 2017 för området strax norr om Torpadammen. Julianas gård är namngiven efter Juliana Sjöberg.
Fynd av snäckkross på dammens botten gör troligt att Torpadammen en gång haft kontakt med havet. Dammen har ett rikt växt- och djurliv, med bland annat klockgentianor, rudor, salamandrar, änder och björkar. Det finns även gulbrämade dykare i dammen, en stor, utrotningshotad skalbagge. Torpadammen är känd för många i Högsboområdet. Den används flitigt som forskningsobjekt av Kavåsskolans och Flatåsskolans elever. Eleverna mäter pH-värdet i vattnet, fångar in djur (till exempel rudor). Den rekommenderas inte att bada i. 

## Foton
|            |
| 2013-12-28 |

|            |
| 2019-04-14 |

|            |
| 2019-04-14 |